# Zala 421-16
Zala 421-16 – rosyjski bezzałogowy statek powietrzny (UAV – ang. Unmanned Aerial Vehicle) opracowany przez firmę Zala Aero Group. Przeznaczony do rozpoznania, obserwacji oraz wskazywania celów.

## Historia
Konstrukcja była rozwijana w Zala Aero jako maszyna do zastosowań zarówno cywilnych, jak i wojskowych. W ramach jej potencjalnych zastosowań przewidziano możliwość identyfikacji celów zarówno lądowych, jak i morskich. Założono, że maszyna będzie mogła, dzięki zwartej budowie, przenosić modułowe wyposażenie mogące zastąpić dotychczas używane drony o masie startowej rzędu 70–150 kg. Do oblatania drona doszło najprawdopodobniej w 2009 r. 10 lipca tego roku Zala 421-16 wykonał lot trwający 12 godzin i 21 minut, co było rekordowym osiągnięciem dla ówczesnych konstrukcji rosyjskich. Testy państwowe (obejmujące 1000 godzin lotu) zostały szybko ukończone i 21 października dron uzyskał certyfikat zdatności do lotu.
W 2010 r. producent podał, że uzyskał zamówienie od firmy Gazprom na dostawę dwóch zestawów Zala 421-16, które miały być wykorzystane do monitorowania stany gazociągów. Na ten sam rok zapowiedziano publiczną prezentację drona podczas IV Międzynarodowego Salonu Broni i Sprzętu Wojskowego w Żukowskim.
W 2012 r. zaprezentowano zmodyfikowany dron Zala 421-16, przeznaczony głównie do fotogrametrii. W nowej konstrukcji zastosowano odbiornik GPS/GLONASS TRE-G3T, co pozwoliło na zwiększenie dokładności współrzędnych zdjęć lotniczych.

## Konstrukcja
Dron jest zbudowany w układzie latającego skrzydła. W centropłacie znajdują się dwie komory ładunkowe dostosowane do przenoszenia modułowego wyposażenia związanego z aktualnie wykonywaną misją. Napęd stanowić może dwu- lub czterosuwowy silnik spalinowy, zastosowany silnik wpływa na długotrwałość lotu. Start odbywa się z wykorzystaniem pneumatycznej katapulty, a do lądowania wykorzystywany jest spadochron. Konstrukcja drona i wyposażenie pozwala na jego eksploatację w temperaturach od -30 °C do +40 °C. Standardowo dron jest wyposażony w kamerę o rozdzielczości 10 Mpix oraz wysokiej jakości kamerę wideo na stabilizowanej żyroskopowo platformie. Dodatkowo jest wyposażony jest w kamerę termowizyjną o rozdzielczości 640 × 480 pikseli. 
Oprogramowanie i wyposażenie drona zapewnia transmisję i odbiór obrazu wideo oraz termowizyjnego w czasie rzeczywistym. Ponadto Zala 421-16 może działać jako retransmiter, identyfikować obiekty i zbierać informacje o ich charakterze i współrzędnych. Przesyła w czasie rzeczywistym drogą radiową współrzędne GPS, dane o stanie prędkości maszyny, prędkości wiatru oraz o wysokości lotu nad powierzchnią ziemi od punktu startu. W przypadku awarii kanału transmisji telemetrycznej autopilot automatycznie wykonuje procedurę powrotu do punktu startu. Po lądowaniu dron jest w stanie przez 20 godzin sygnalizować swe położenie za pomocą nadajnika awaryjnego o zasięgu 3 km.